# Lidia Alekseievna Avilova
Lídia Alekseievna Avílova nascida Strákhova (Tula, 15 de junho de 1864 — 27 de setembro de 1943, Moscou) foi uma escritora e memorialista russa.
Suas obras eram publicadas nas revistas Jivopisnoe obozrenie (Crítica de Pintura), Sever (O Norte), Novoe slovo (Nova Palavra), Russkoe bogatstvo (A Riqueza Russa), Vestnik Evropy (Boletim da Europa), Niva (Trigal), entre outras, e os livros foram publicados pela editora Posrednik (Intermediário).

## Biografia
Nasceu numa família aristocrática de poucas posses na propriedade de Klekotki, na província de Iepifan, na gubernia de Tula (atualmente, região de Skopinski no oblast de Riazan).
Terminou o ginásio em 1882 em Moscou. Em 1887 casou-se e mudou-se de Moscou para São Petersburgo, onde começou sua vida literária. Na casa de Serguei Nikolaievitch Khudekov, marido da irmã, redator e editor do "Peterburgskaia gazeta" (Jornal de São Petersburgo), ela conheceu muitos literatos famosos, como Tchekhov, Liev Tolstói, Maksim Górki, Ivan Bunin, entre outros.
Em 1890, seus contos começaram a sair nos jornais e revistas de São Petersburgo. Em 1896 foi publicada sua primeira coletânea: "Stchastlivets i drugie rasskazy" (O felizardo e outros contos). Em 1898, a revista "Russkoe bogatstvo" publicou a primeira novela de Avílova, "Nasledniki" (Os herdeiros).
Em 1906, voltou com a família para Moscou, onde continuou a trabalhar proficuamente:
- "Vlast i drugie rasskazy" (O poder e outros contos), 1906,
- "Syn. Rasskaz" (Filho. Um conto), 1910,
- "Pervoe gore i drugie rasskazy" (A primeira aflição e outros contos), 1913,
- "Obraz tchelovetcheski" (Uma figura humana), 1914,
- "Pyshnaia jizn. Kamardin" (Uma vida pomposa. Kamardin), 1918.

Em 1914, tornou-se membro da Sociedade de Amantes da Literatura Russa. Em 1918 foi aceita como membra da União de Escritores de Toda a Rússia.
Em 1922, a escritora viajou para a Tchecoslováquia ao encontro da filha doente. Vivendo por dois anos na atmosfera da diáspora russa, ela voltou para a Rússia em 1924.
Em 1929, foi escolhida como membra honorária da "Sociedade de A. P. Tchekhov e de sua época".
Foi enterrada em Moscou, no Cemitério de Vagankovo. Seu túmulo foi perdido, mas um memorial foi instalado pelos parentes no lote 7A do Cemitério de Vagankovo

## Avilova e Anton Pavlovitch Tchekhov
O trabalho mais famoso da escritora é o último: as memórias "A. P. Tchekhov na minha vida", em que ela conta sobre a correspondência e os encontros particulares com Tchekhov, e a obra inteira é estruturada sob o moto "um romance do qual ninguém sabia, apesar de ele ter durado dez anos" (o título primário do livro fala por si mesmo: "O romance da minha vida"). Essas memórias acenderam vivas disputas: alguns consideraram os registros de Avilova completamente confiáveis, outros as receberam com mais crítica, considerando o olhar da escritora excessivamente subjetivo, e alguns episódios claramente dubitáveis.
Sabe-se que Lídia Avilova conheceu Tchekhov em 1889, e a partir de 1892 manteve correspondência com ele. Anton Pavlovitch fazia a crítica dos manuscritos dela, cooperava na publicação deles, dava conselhos profissionais, assinalando o estilo demasiado sentimental de Avilova.

## Obras
- Авилова Л. А. Счастливец и др. рассказы",  СПб., 1896
- Авилова Л. А. Первое горе. М., 1913
- Авилова Л. А. Образ человеческий. М., 1914
- Авилова Л. А. Рассказы. Воспоминания. — : Сов. Россия, 1984. — 335 с.
- Авилова Л. А. Пышная жизнь: Рассказ // Только час: Проза русских писательниц конца XIX-начала XX века / Сост. В. Учёнова. — М., 1988. — С. 493—504.